# Bryan Termulo
Bryan Bryll C. Termulo (8 de marzo de 1988, Bulacan), es un cantante filipino, fue el segundo ganador en el evento de Pinoy Pop Superstar Año 3. Ha interpretado dos temas musicales para dos series de televisión como en «Walang Hanggan» con la canción titulada «Dadalhin» y «100 Days to Heaven» o «100 Días para el cielo" con el tema musical «Bihag».

## Carrera
Bryan nació el 8 de marzo de 1988 en Bylacan, Filipinas, tercer hijo de Benigno Termulo de Bulacan y Ruth Cruz de Bagbag. Obtuvo su diploma de escuela secundaria de Pulong Buhangin National High School en Santa María de Bulacan.

## Discografía

### Álbumes
| Álbum           | Pistas | Año  | Etiqueta    | Certificación |
| --------------- | --- | ---- | ----------- | ------------- |
| Begin           | 1. I Will 2. Begin 3. Bihag 4. Dapit Hapon 5. Kung Kailangan Mo Ako 6. Panong Nangyari 7. Danny's Song 8. In My Life                                | 2010 | BWB Records |               |
| Hanggang Ngayon | 1. Lagay Ng Puso 2. Nasan Ka Na 3. Kung Maibabalik 4. Nagtatanong 5. Aanhin Pa 6. Hanggang Ngayon Bonus Tracks: 7. Dadalhin 8. Pagdating Ng Panahon | 2012 | BWB Records |               |

### Temas musicales en televisión
| Año  | Título del programa | Título de la canción | Canal   |
| 2012 | Walang Hanggan      | "Dadalhin"           | ABS-CBN |
| 2011 | 100 Days to Heaven  | "Bihag"              | ABS-CBN |

## Filmografía

### Televisión
| Año          | Titilo                           | Personaje                        | Canal       |
| ------------ | -------------------------------- | -------------------------------- | ----------- |
| 2007         | Pinoy Pop Superstar Year 3       | Himself                          | GMA Network |
| 2007–2010    | SOP                              | Himself                          | GMA Network |
| 2009         | All My Life                      | Dino                             | GMA Network |
| 2011–present | ASAP Rocks                       | Himself                          | ABS-CBN     |
| 2011–2012    | Budoy                            | Sam                              | ABS-CBN     |
| 2011         | "Wansapanataym" "Cacai Kikay"    | Jeremy                           | ABS-CBN     |
| 2012         | "Wansapanataym" "Hannah Panahon" | Toni Gonzaga's boyfriend, Jeremy | ABS-CBN     |
| 2012         | It's Showtime                    | Himself as a Judge               | ABS-CBN     |
| 2012         | Against All Odds                 | TBA                              | ABS-CBN     |